# Fiera del Levante (Tel Aviv)

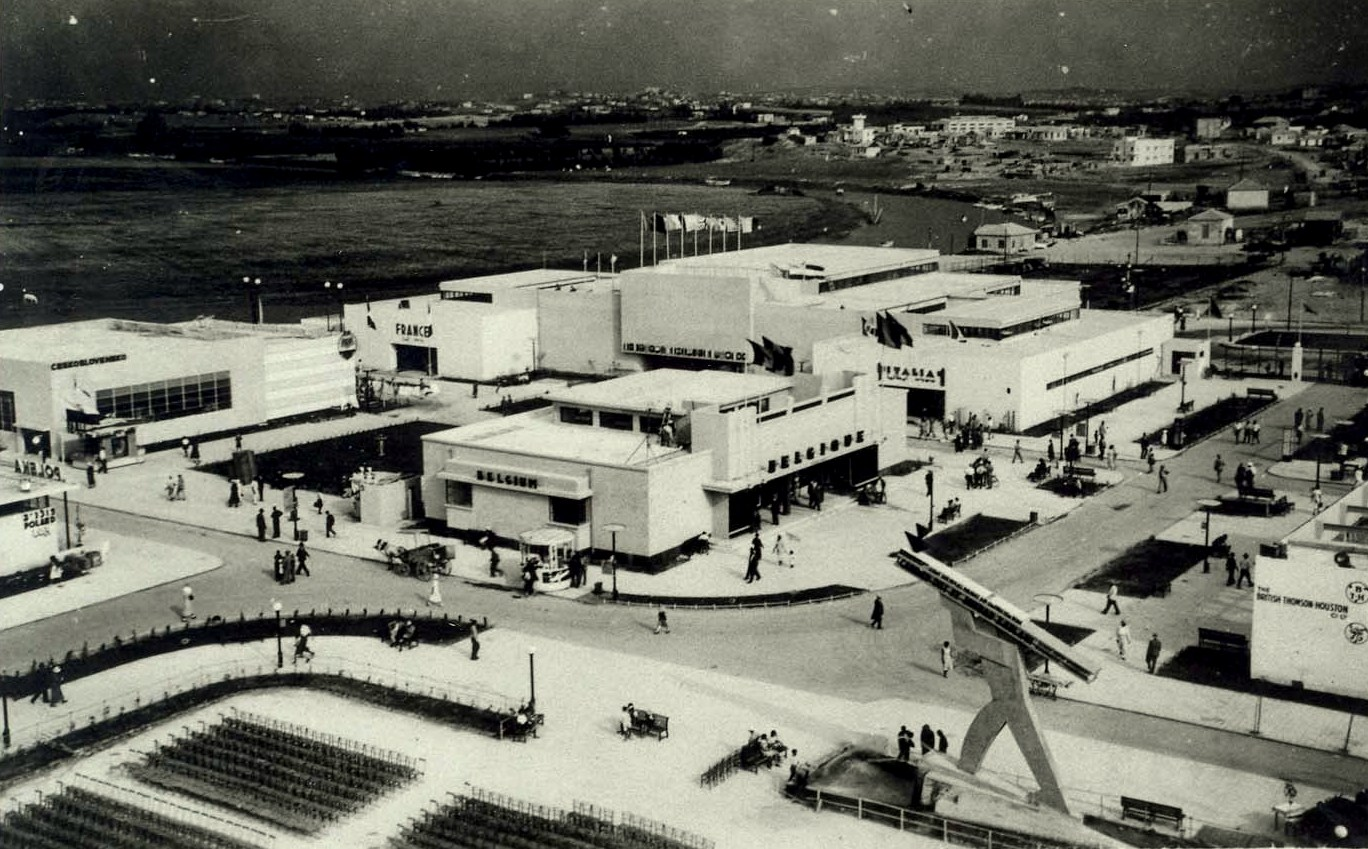
L'ingresso alla fiera; sullo sfondo il padiglione belga accanto a quelli italiano e francese

La Fiera del Levante (in ebraico יריד המזרח - Yerid HaMizrach) è stata una fiera internazionale che si è svolta a Tel Aviv tra il 1933 e il 1934. È anche il nome del sito che l'ha ospitata.

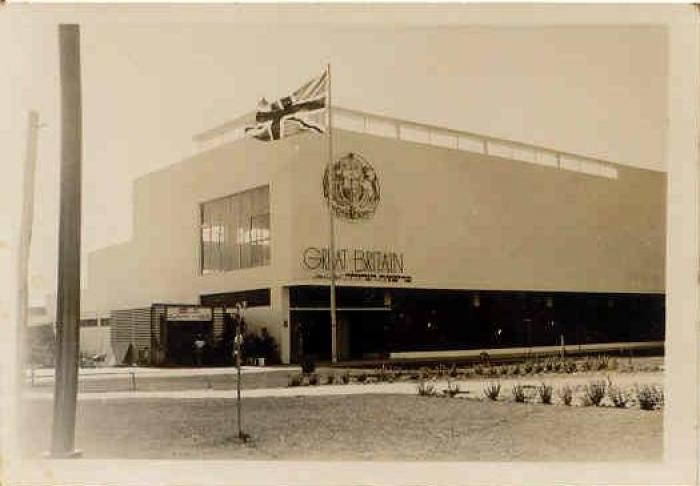
Padiglione della Gran Bretagna
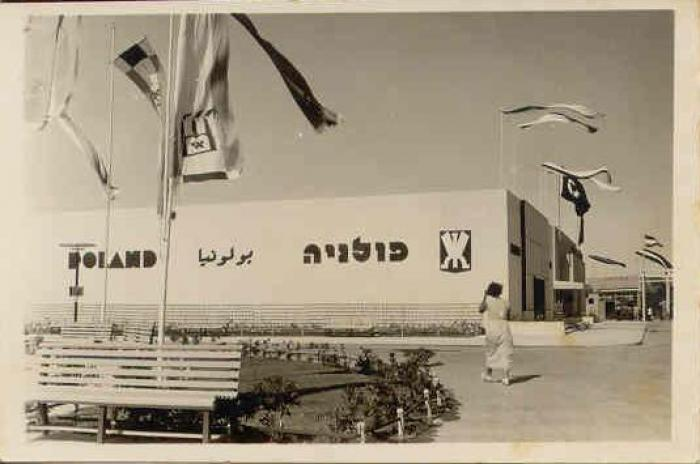
Padiglione della Polonia